# خوزه ساسیا
خوزه ساسیا (انگلیسی: José Sasía؛ ۲۷ دسامبر ۱۹۳۳ – ۱۸ سپتامبر ۱۹۹۶) یک بازیکن فوتبال اهل اروگوئه بود.